# Michał Łoś
Michał Łoś herbu Dąbrowa (zm. 20 lipca 1758) – kasztelan kamieniecki, kasztelan lwowski
Pochodził z rodziny szlacheckiej pieczętującej się herbem Dąbrowa. Ojciec Michała, Wojciech (zm. 1716), był chorążym sanockim. Matka jego Joanna, była córką Tomasza Karczewskiego, kasztelana halickiego.
Poślubił Helenę Skarbek (zm. 1764), córkę kasztelana halickiego. Z małżeństwa urodziło się troje dzieci: Urszula Ewa, Feliks Antoni (1737-1804), wojewoda pomorski, Joachim Daniel.
Pełnił obowiązki marszałka Trybunału Koronnego i pułkownika wojsk pancernych. Od 1729 roku był chorążym czerwonogrodzkim. W latach (1740-1754) sprawował urząd kasztelana kamienieckiego. 15 lipca 1754 został nominowany na kasztelana lwowskiego, urząd ten piastował do 20 lipca 1758, do dnia śmierci. W 1751 roku został fundatorem kościoła Ojców Trynitarzy w Lublinie. Posiadał majątki ziemskie Tłuste i Jakubowice.
W 1787 został odznaczony Orderem Orła Białego za zasługi.